# The Gusher
The Gusher é um filme de comédia dos Estados Unidos de 1913 em curta-metragem, estrelado por Mabel Normand e Ford Sterling. O filme foi dirigido e produzido por Mack Sennett.